# Mount Welser
Mount Welser är ett berg i Antarktis. Det ligger i Östantarktis. Nya Zeeland gör anspråk på området. Toppen på Mount Welser är 636 meter över havet.
Terrängen runt Mount Welser är bergig. Trakten är obefolkad. Det finns inga samhällen i närheten.